# بوليس
بوليس هو فيلم من نوع دراما وجريمة أُصدر في 2011. الفيلم من إنتاج Les Productions du Trésor ‏، ومن توزيع لوكي ريد للتوزيع ‏، وهو من إخراج مايوين، أما السيناريو فكان من كتابة مايوين وإيمانويل بيركو.

## القصة
تقع أحداث الفيلم في باريس.

## طاقم التمثيل
- كارول فرانك
- ريكاردو سكامارشيو
- جيرمي الكاييم
- مالون ليفانا  [لغات أخرى]‏
- كارول روشيه
- Virgil Vernier  [لغات أخرى]‏
- لويس-دو دو لينكوزا
- مايوين
- ساندريني كيبرلاين
- Marcial Di Fonzo Bo [الإنجليزية]‏
- لو دويلون
- كارين فيلار
- أمينة العنابي
- إيمانويل بيركو
- ان سواريز  [لغات أخرى]‏
- ارنو هينريت
- لوران باتو
- Louis Dussol  [لغات أخرى]‏
- نيدرا العيادي
- Nathalie Boutefeu [الإنجليزية]‏
- Riton Liebman [الإنجليزية]‏
- صوفي كاتنى
- Sébastien Farran  [لغات أخرى]‏
- فلاديمير يوردانوف
- مارينا فواس
- أليس دو لونكسانغ
- فريديريك بييرو
- أنطوني ديلون [الإنجليزية]‏
- أودري لامي
- جوي ستار
- نيكولا ديفاوشيلي

## الإنتاج
موسيقى الفيلم التصويرية كانت من تأليف ستيفن واربك.

## وصلات خارجية
- بوليس على موقع IMDb (الإنجليزية)
- بوليس على موقع ميتاكريتيك (الإنجليزية)
- بوليس على موقع روتن توميتوز (الإنجليزية)
- بوليس على موقع نتفليكس (الإنجليزية)
- بوليس على موقع قاعدة بيانات الأفلام العربية
- بوليس على موقع ألو سيني (الفرنسية)
- بوليس على موقع أول موفي (الإنجليزية)
- بوليس على موقع بوكس أوفيس موجو (الإنجليزية)
- بوليس على موقع فيلمافينيتي (الإسبانية)
- بوليس على موقع قاعدة بيانات الأفلام السويدية (السويدية)